# 大手町 (名古屋市)
大手町（おおてまち）は、愛知県名古屋市港区の地名。現行行政地名は大手町1丁目から大手町6丁目。住居表示未実施。

## 地理
名古屋市港区中央部に位置する。東は中之島通、西は遠若町・十一屋一丁目、南は築三町、北は名四町に接する。

## 歴史

### 町名の由来
当地には熱田前新田の大堤防があり、それを大堤（おおて）と略したのが転じたものとされる。かつての小碓村には大手堤なる字が存在した。また、海から見て名古屋に入るための大手門のような場所であることから命名されたともいう。

### 沿革
- 1948年（昭和23年）7月15日 - 港区熱田前新田の一部により、同区大手町として成立[1]。
- 1965年（昭和40年）5月31日 - 熱田前新田の一部を編入する[1]。また、一部が名四町に編入される[1]。

## 世帯数と人口
2019年（平成31年）3月1日現在の世帯数と人口は以下の通りである。
| 町丁   | 世帯数  | 人口  |
| ------ | ------- | ----- |
| 大手町 | 436世帯 | 950人 |

### 人口の変遷
国勢調査による人口の推移
| 2000年（平成12年） | 1,122人 | [ 9 ]  |  |
| 2005年（平成17年） | 1,052人 | [ 10 ] |  |
| 2010年（平成22年） | 989人   | [ 11 ] |  |
| 2015年（平成27年） | 939人   | [ 12 ] |  |

## 学区
市立小・中学校に通う場合、学校等は以下の通りとなる。また、公立高等学校に通う場合の学区は以下の通りとなる。
| 番・番地等 | 小学校               | 中学校               | 高等学校 |
| ---------- | -------------------- | -------------------- | -------- |
| 全域       | 名古屋市立大手小学校 | 名古屋市立港南中学校 | 尾張学区 |

## 施設
- 大手ポンプ場[15]
- 大日本アガ瓦斯製造所[15]

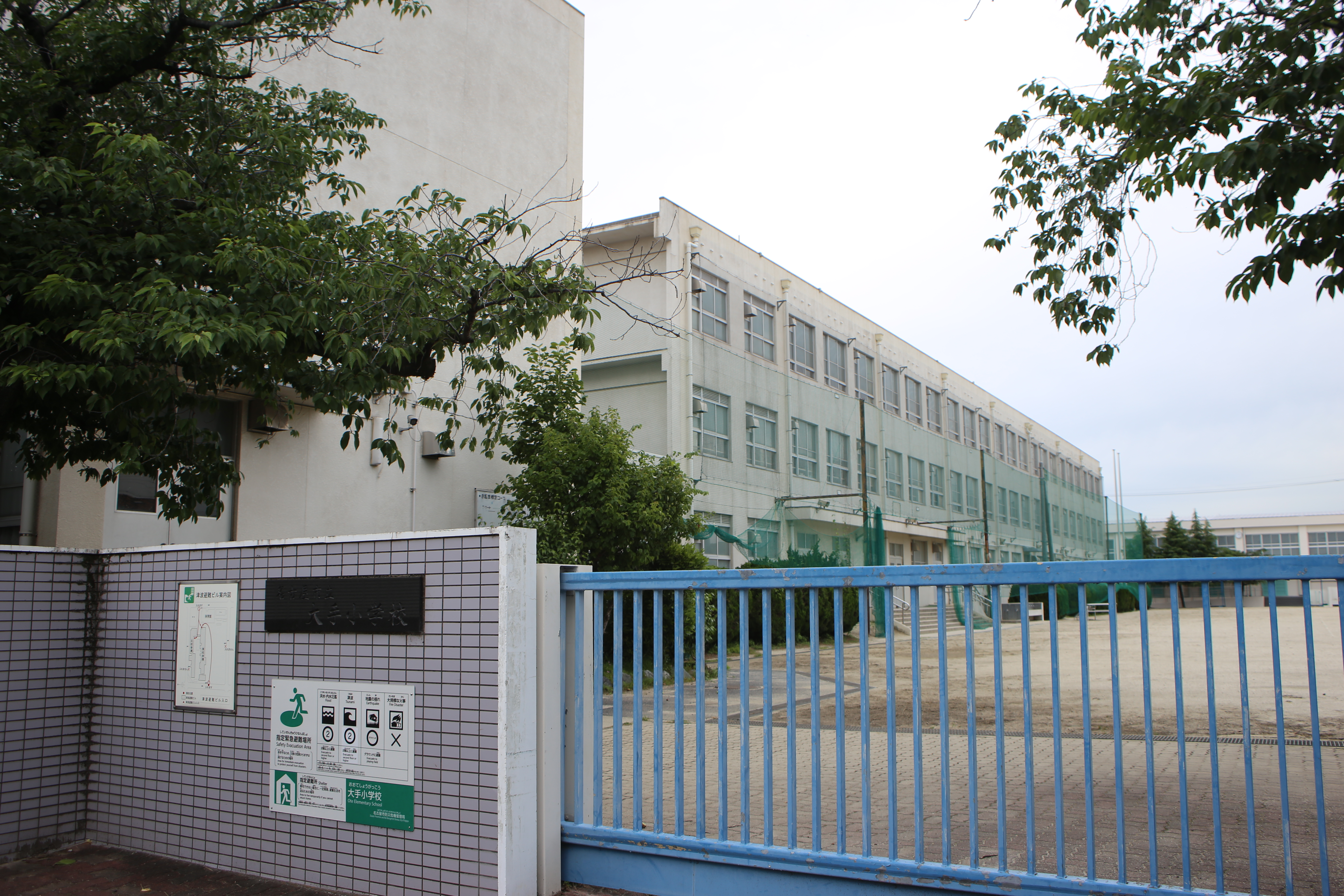
名古屋市立大手小学校
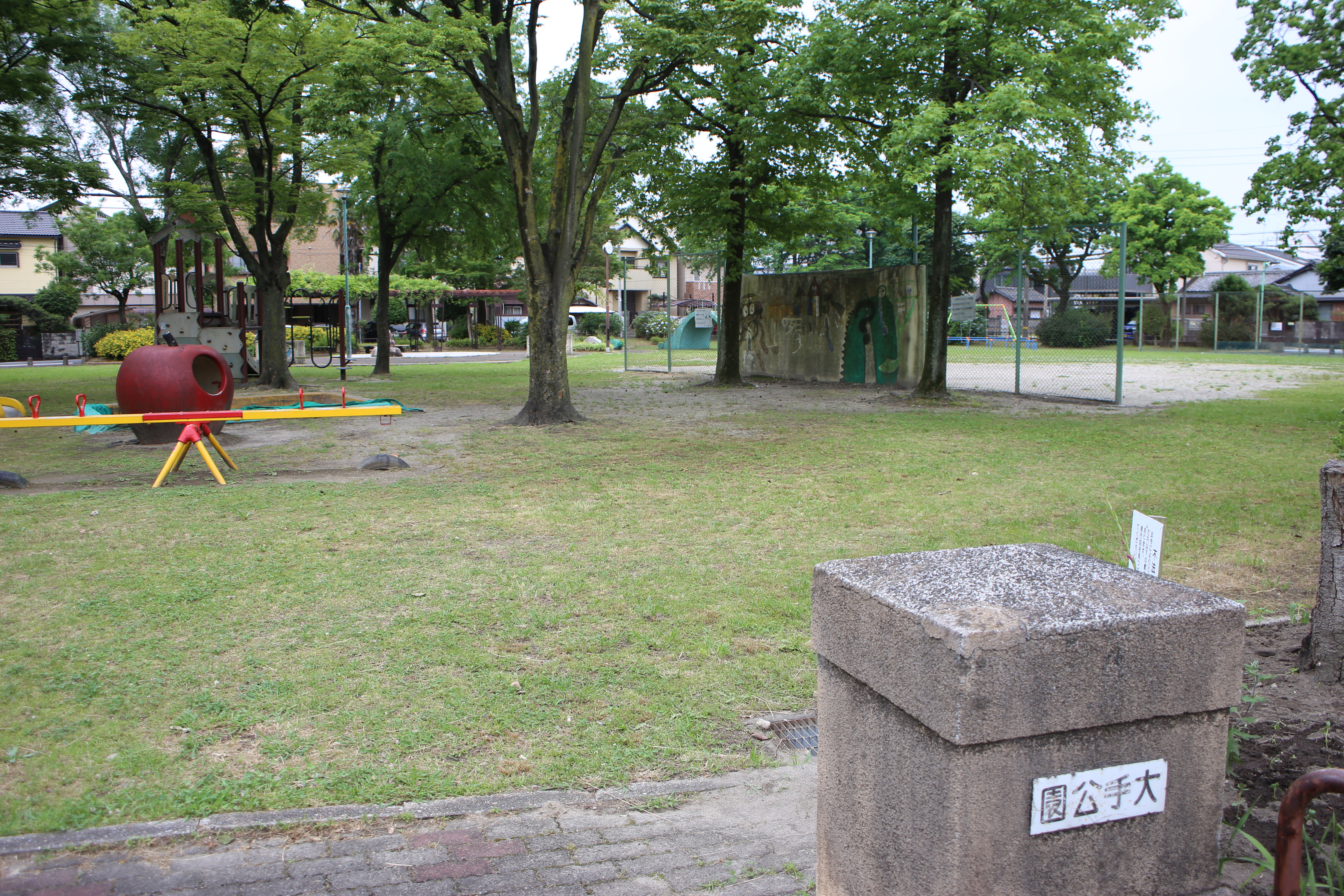
大手公園

4丁目。1956年（昭和31年）10月15日供用開始。
- 大手神社[15]
- 大手コミュニティセンター[8]
- 中之島緑地公園[8]

6丁目。1992年（平成4年）4月1日供用開始。
- 名古屋市立大手小学校
- 大手公園

## その他

### 日本郵便
- 郵便番号 : 455-0046[4]（集配局：名古屋港郵便局[17]）。